# Tošio Iwatani
Tošio Iwatani (24. říjen 1925 – 1. březen 1970) byl japonský fotbalista.

## Klubová kariéra
Hrával za Osaka SC.

## Reprezentační kariéra
Tošio Iwatani odehrál za japonský národní tým v letech 1951–1956 celkem 8 reprezentačních utkání.

## Statistiky
| Japonsko | Japonsko | Japonsko |
| Roky     | Záp.     | Góly     |
| -------- | -------- | -------- |
| 1951     | 3        | 2        |
| 1952     | 0        | 0        |
| 1953     | 0        | 0        |
| 1954     | 2        | 2        |
| 1955     | 2        | 0        |
| 1956     | 1        | 0        |
| Celkem   | 8        | 4        |